# Sebastian Stan
Sebastian Stan, romunsko-ameriški filmski in televizijski igralec, * 13. avgust 1982 Constanța, Romunija.
Znan je po televizijski vlogi Carterja Baizena v seriji Opravljivka in filmski vlogi Buckyja Barnesa/Zimskega vojaka v Marvelovem filmskem vesolju, najprej v filmu Stotnik Amerika: Prvi maščevalec iz leta 2011, kasneje pa tudi v filmih Stotnik Amerika: Zimski vojak (2014), Ant-Man (2015), Stotnik Amerika: Državljanska vojna (2016), Črni panter (2018), Maščevalci: Brezmejna vojna (2018), Maščevalci: Zaključek (2019) v miniseriji Disney+ Sokol in Zimski vojak (2021) in filmu Thunderbolti (2025). Leta 2015 je igral v komični drami Ricki in Flash ter v znanstvenofantastičnem filmu Ridleyja Scotta Marsovec. Leta 2017 je upodobil Jeffa Gilloolyja v biografskem filmu Jaz, Tonya.